# Friedrich Benjamin Zahn
Friedrich Benjamin Zahn (* 11. Dezember 1721 in Wasserthaleben; † 17. Dezember 1784) war ein leitender kursächsischer Beamter und Mitglied der Gelehrtenfamilie Zahn. Er war Kammerkommissionsrat und Amtmann des kursächsischen Amtes Dippoldiswalde.

## Leben und Wirken
Zahn war zunächst kursächsischer Kammerkommissari und Amtsverweser in Senftenberg und wurde 1762 zum Kammerkommissionsrat ernannt und noch im gleichen Jahr als Amtmann in der Amtsstadt Dippoldiswalde im Erzgebirge eingesetzt. Später wechselte er in dieser Funktion nach Altenberg.